# Hill Dale
Hill Dale lub Hilldale – osada i civil parish w Anglii, w Lancashire, w dystrykcie West Lancashire. W 2011 civil parish liczyła 581 mieszkańców.